# Ayesha (distrikt i Etiopien)
Ayesha är ett distrikt i Etiopien. Det ligger i den nordöstra delen av landet, 400 km öster om huvudstaden Addis Abeba.